# Epilachna

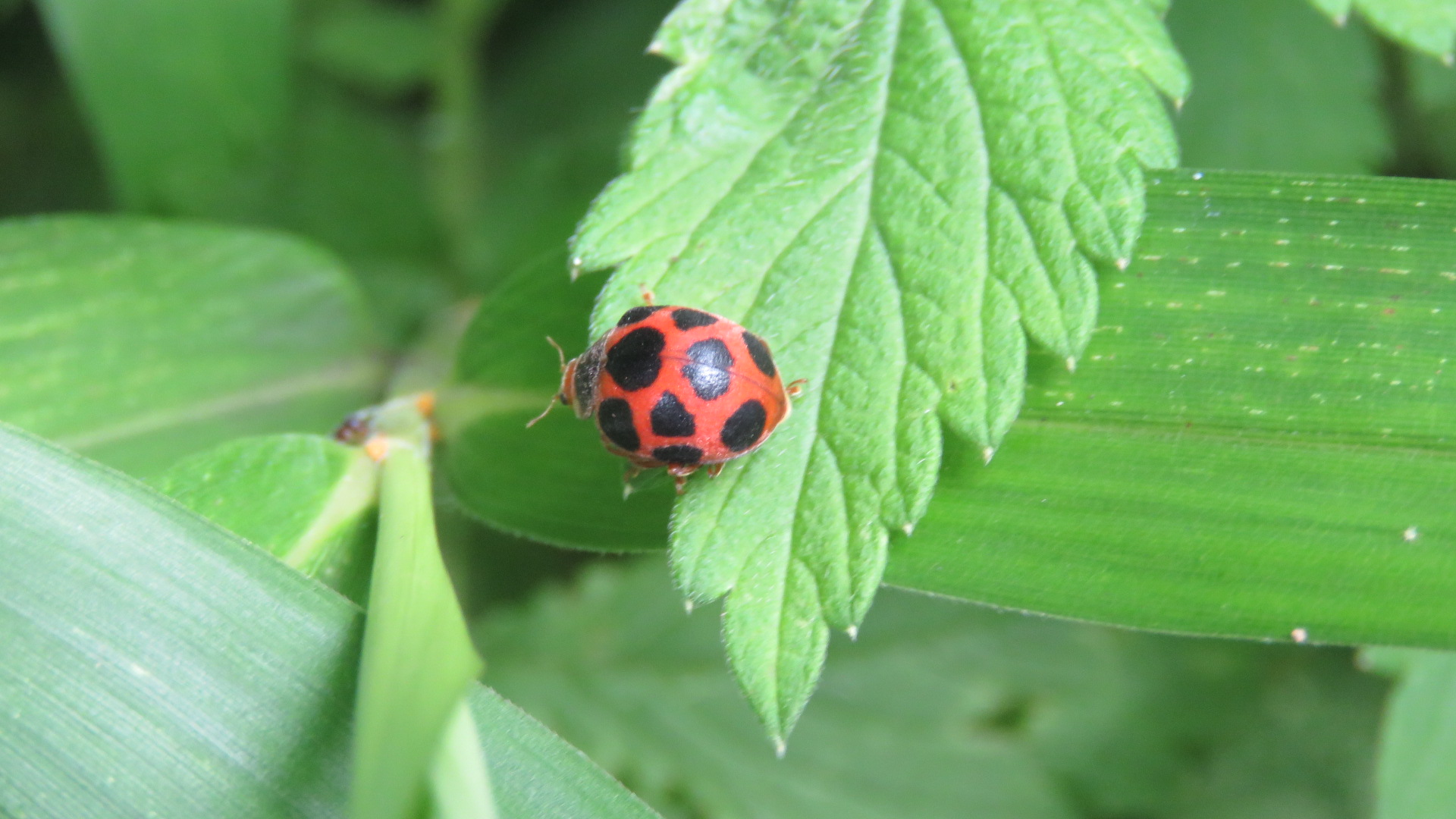
Epilachna admirabilis (Japón)

Epilachna es un género de escarabajos de la familia Coccinellidae. Las especies de la subfamilia Epilachninae, a diferencia de la mayoría de los coccinélidos, se alimentan de plantas. Epilachna incluye varias especies que son plagas como el escarabajo del frijol mexicano Epilachna varivestis.

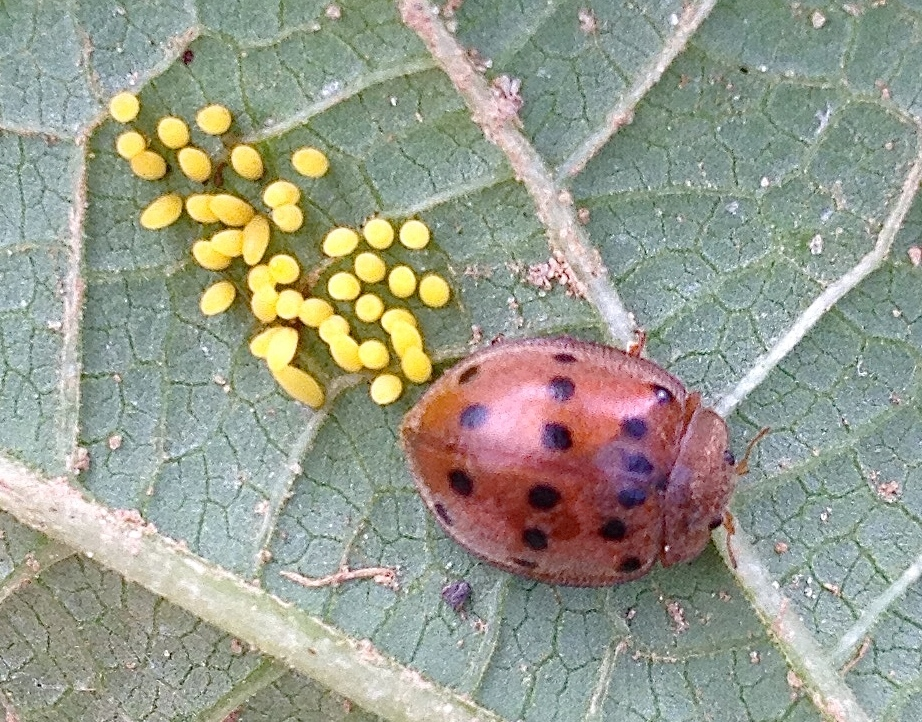
Escarabajo del fríjol mexicano depositando huevos, E. varivestis

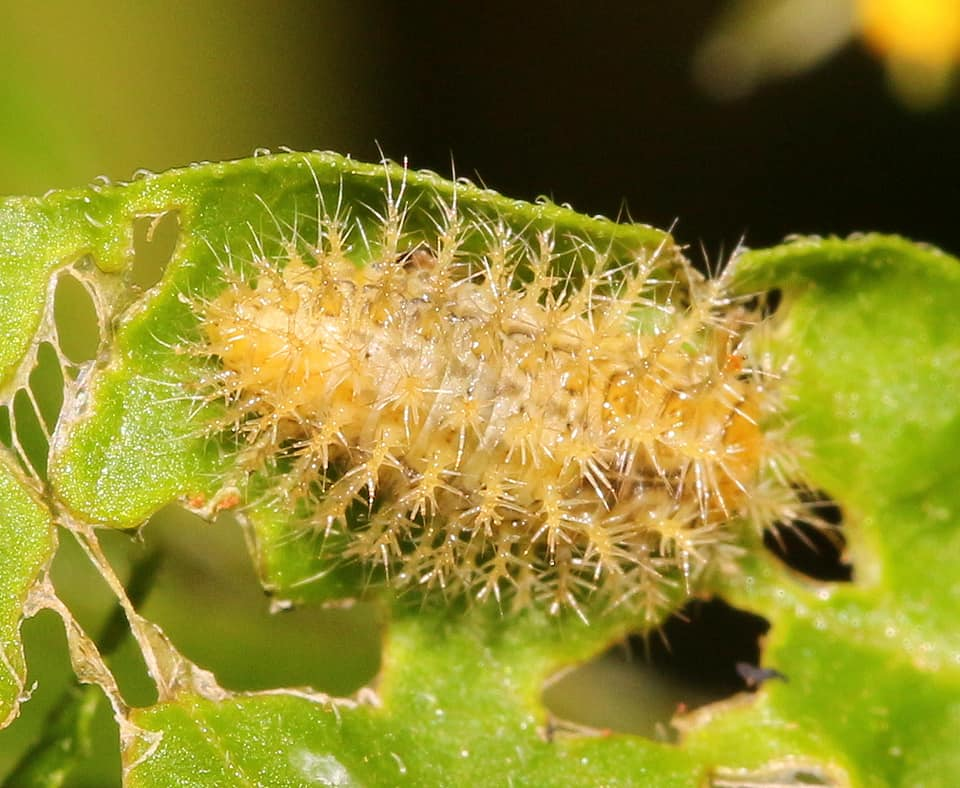
Epilachna dregei, larva

## Especies
- Epilachna admirabilis Crotch, 1874 g
- Epilachna alternaus Mulsant g
- Epilachna angusta Li, 1961 g
- Epilachna bifibra Li, 1961 g
- Epilachna borealis (Fabricius, 1775) i c g b
- Epilachna brachyfoliata Zeng & Yang, 1996 g
- Epilachna canina (Fabricius, 1775)
- Epilachna chingjing Yu & Wang, 1999 g
- Epilachna chingsingli Yu, 2011 g
- Epilachna confusa Li, C.S., E.E. & Cook, 1961 g
- Epilachna crassimala Li, 1961 g
- Epilachna decemguttata (Weise, 1923) g
- Epilachna defecta Mulsant, 1850
- Epilachna dictyodroma Zeng, 2000 g
- Epilachna donghoiensis Hoang, 1978 g
- Epilachna dregei Mulsant, 1850
- Epilachna dumerili Mulsant
- Epilachna eckloni Mulsant, 1850
- Epilachna eusema (Weise, 1904)
- Epilachna fugongensis Cao & Xiao, 1984 g
- Epilachna galerucinoides Korschefsky, 1934 g
- Epilachna glochisifoliata Pang & Mao, 1979 g
- Epilachna grayi Mulsant, 1850 g
- Epilachna gressitti Li, C.S., E.E. & Cook, 1961 g
- Epilachna hendecaspilota (Mader, 1927) g
- Epilachna incauta Mulsant, 1850 g
- Epilachna karisimbica Weise
- Epilachna lata Li, C.S., E.E. & Cook, 1961 g
- Epilachna longissima (Dieke, 1947) g
- Epilachna maculicollis (Sicard, 1912) g
- Epilachna magna Dieke, 1947 g
- Epilachna marginella (Fabricius, 1775)
- Epilachna marginicollis (Hope)
- Epilachna max Pang & Slipinski, 2012 g
- Epilachna maxima (Weise, 1898) g
- Epilachna media Li, C.S., E.E. & Cook, 1961 g
- Epilachna mexicana (Guérin-Méneville)
- Epilachna microgenitalia Li, 1961 g
- Epilachna mobilitertiae Li, 1961 g
- Epilachna mushana Li, C.S., E.E. & Cook, 1961 g
- Epilachna mystica Mulsant
- Epilachna nigrolimbata Thomson
- Epilachna ocellataemaculata (Mader, 1930) g
- Epilachna paenulata (Germar)
- Epilachna paling Yu, 2001 g
- Epilachna parainsignis Pang & Mao, 1979 g
- Epilachna paralobiera Peng, Pang & Pang, 2001 g
- Epilachna quadricollis (Dieke, 1947) g
- Epilachna sauteri (Weise, 1923) g
- Epilachna sociolamina Li, C.S., E.E. & Cook, 1961 g
- Epilachna tredecimnotata (Latreille, 1833) i c g b
- Epilachna undecimvariolata (Boisduval)
- Epilachna varivestis Mulsant, 1850 i c g b
- Epilachna velutina (Olivier, 1808) g

Fuentes: i = ITIS, c = Catalogue of Life, g = GBIF, b = Bugguide.net